# Illadopsis fulvescens
Falso-tordo-pardo ou iladópsis-castanho (Illadopsis fulvescens) é uma espécie de ave da família Pellorneidae.
Pode ser encontrada nos seguintes países: Angola, Benin, Burundi, Camarões, República Centro-Africana, República do Congo, República Democrática do Congo, Costa do Marfim, Guiné Equatorial, Gabão, Gana, Guiné, Guiné-Bissau, Quénia, Libéria, Mali, Nigéria, Senegal, Serra Leoa, Sudão, Tanzânia, Togo e Uganda.
Os seus habitats naturais são: florestas secas tropicais ou subtropicais e florestas subtropicais ou tropicais húmidas de baixa altitude.